# Koniusza (Basses-Carpates)
Pour les articles homonymes, voir Koniusza.
Koniusza est une localité polonaise de la gmina de Fredropol, située dans le powiat de Przemyśl en voïvodie des Basses-Carpates.